# Podział administracyjny Dżibuti
Dżibuti jest podzielone na 6 jednostek administracyjnych pierwszego rzędu (5 regionów i 1 miasto), które dzielą się następnie na 11 dystryktów.

## Regiony
|                   | region              | nazwa francuska                      | nazwa arabska | stolica regionu |
| ----------------- | ------------------- | ------------------------------------ | ------------- | --------------- |
| Region Ali Sabieh | Region d'Ali Sabieh | دائرة علي صابح (Dā'irâtu ʿAlī Ṣābiḥ) | Ali Sabieh    |                 |
| Region Arta       | Region d'Arta       | دائرة ارتا (Dā'irâtu Artā)           | Arta          |                 |
| Region Dikhil     | Region de Dikhil    | دائرة دخيل (Dā'irâtu Diḫīl)          | Dikhil        |                 |
| Dżibuti           | Ville de Djibouti   | مدينة جيبوتي (Madīnâtu Ǧībūtī)       | Dżibuti       |                 |
| Region Obock      | Region d'Obock      | دائرة أوبوك (Dā'irâtu Ūbūk)          | Obock         |                 |
| Region Tadżura    | Region de Tadjoura  | دائرة تاجورة (Dā'irâtu Tāǧūrâ)       | Tadżura       |                 |

## Dystrykty
Regiony Dżibuti podzielone są na 11 dystryktów:
1. Alaili Dadda
2. Obock
3. Dorra
4. Randa
5. Tadżura
6. Balha
7. Yoboki
8. As Eyla
9. Dikhil
10. Ali Sabieh
11. Dżibuti